# Ketanji Brown Jackson
Ketanji Brown Jackson (ur. 14 września 1970 w Waszyngtonie jako Ketanji Onyika Brown) – amerykańska prawniczka, sędzia federalna, od 2022 roku sędzia Sądu Najwyższego Stanów Zjednoczonych, w latach 2021–2022 sędzia Sądu Apelacyjnego Stanów Zjednoczonych dla Okręgu Dystryktu Kolumbii, w latach 2013–2021 sędzia Sądu Dystryktowego Stanów Zjednoczonych dla Dystryktu Kolumbii.

## Życiorys
Urodziła się w 1970 roku w Waszyngtonie jako córka prawnika Johny’ego Browna i dyrektorki szkoły Ellery Ross Brown. Ukończyła szkołę średnią Miami Palmetto Senior High School w Miami w 1988 roku, a 4 lata później, w 1992 roku zdobyła stopień Bachelor of Arts na Uniwersytecie Harvarda. W latach 1992–1993 pracowała w tygodniku Time. W 1996 roku ukończyła Harvard Law School. W latach 1996–1997 była asystentką sędzi Sądu Dystryktowego Stanów Zjednoczonych dla Dystryktu Massachusetts Patti B. Saris, a w latach 1997–1998 sędziego Sądu Apelacyjnego Stanów Zjednoczonych dla Pierwszego Okręgu Bruce’a M. Selya, natomiast w latach 1999–2000 sędziego Sądu Najwyższego Stephena Breyera. 
W latach 2000–2003 pracowała w kancelariach prawnych. W latach 2003–2005 była asystentką radcy prawnego United States Sentencing Commission. Od 2005 roku do 2007 roku pracowała w charakterze federalnej obrończyni publicznej. W latach 2010–2014 była wiceprzewodniczącą United States Sentencing Commission. W 2012 roku została nominowana do Sądu Dystryktowego Stanów Zjednoczonych dla Dystryktu Kolumbii, objęła urząd w marcu 2013 roku, po zatwierdzeniu kandydatury przez Senat Stanów Zjednoczonych, 2 miesiące po objęciu urzędu została zaprzysiężona przez sędziego Sądu Najwyższego Stephena Breyera. 30 marca 2021 została nominowana do Sądu Apelacyjnego Stanów Zjednoczonych dla Okręgu Dystryktu Kolumbii, po zatwierdzeniu kandydatury przez Senat Stanów Zjednoczonych stosunkiem głosów 53–44 w czerwcu 2021 roku została sędzią tego sądu.
25 lutego 2022 Prezydent Stanów Zjednoczonych Joe Biden nominował Ketanji Brown Jackson na urząd sędzi Sądu Najwyższego Stanów Zjednoczonych w miejsce odchodzącego na emeryturę Stephena Breyera, którego wcześniej była asystentką. 7 kwietnia 2022 Senat Stanów Zjednoczonych zatwierdził jej kandydaturę stosunkiem głosów 53–44. 30 czerwca 2022 została zaprzysiężona na stanowisko sędzi Sądu Najwyższego przez jego prezesa, Johna Robertsa.